# Тиждень моди в Парижі
Тиждень моди в Парижі (фр. Semaine de la mode de Paris) — серія презентацій дизайнерів, що проводяться раз на півроку в Парижі, Франція. Щорічно проводяться весняно-літні та осінньо-зимові заходи. Тиждень моди у Парижі проходить на майданчиках по всьому світу.
Окрім показів прет-а-порте, є чоловічі та високої моди покази, які проводяться раз на півроку у сезонах весна/літо та осінньо/зимовий сезон. Крім того, щороку відомі бренди, такі як Dior, Chanel, Louis Vuitton, Givenchy і Céline, проводять свої покази в історичних місцях, таких як Підземний торговий центр і Великий палац у Парижі.

## Велика 4
Тиждень моди у Парижі є частиною всесвітніх тижнів моди «Великої 4», іншими були: Тиждень моди в Лондоні, Тиждень моди в Мілані і Тиждень моди в Нью-Йорку. Розклад починається з Нью-Йорка, далі йде Лондон, потім Мілан і закінчується в Парижі.

## Походження
Хоча перший тиждень моди прошов у Нью-Йорку, сама подія походить від «салонних показів» («défilés de mode» французькою, буквально «паради моди») у паризьких салонах моди.
Тиждень моди — це тиждень організованих подій кількох дизайнерських колекцій. До того, як ця організована подія була визнана в Нью-Йорку, покази мод проводилися в Парижі ще в 1700-х роках. Деякі попередні покази були представлені на манекенах, що ускладнювало клієнтам повний розгляд модних виробів, оскільки їм не вистачало рухливості моделі. Ці ранні покази були лише для клієнтів, які купували речі, і демонструвалися на манекенах. У 1800-х роках вистави почали змінюватися. Чарльз Фредерік Ворт, відомий своєю високою модою, почав показувати разом кілька предметів більш високого дизайну. Ці конструкції були продемонстровані, щоб привернути увагу клієнта при покупці. Жанна Пакен — перший дизайнер, який оприлюднив свої покази, а Поль Пуаре — перший, хто проводить вечірки після своїх заходів.
У середині 1800-х років Поліна Клементина Марі Вальбурга, австрійська принцесса і дружина посла Парижа, побачила один з ескізів Ворта і найняла його, щоб зробити їй сукню. Він отримав велике визнання завдяки своїм потужним клієнтам і відкрив власний будинок високої моди в Парижі в 1858 році, який продавав розкішний одяг жінкам вищого класу.

## Французька федерація кутюр'є
У 1868 році була створена Французька федерація кутюр'є, щоб встановити специфікації для визначення того, що є «будинком моди». Група вирішила, що одяг мав бути визначений як предмет високої моди; виготовлені на замовлення відповідно до того, хто їх носить, зшиті вручну кількома кваліфікованими майстрами в окремих галузях вишивки, шиття та бісероплетіння, і можуть використовуватися тільки найякісніші матеріали.

## Асоціація захисту сезонних художніх індустрій
Через п'ятдесят три роки після створення Французької федерації кутюр'є у 1921 році французька преса створила Асоціацію захисту сезонних художніх індустрій або PAIS, щоб захистити дизайн від повторювання. Щоб забезпечити авторські права дизайнерів, їхні творіння фотографували на моделі чи манекені спереду, ззаду та збоку, щоб каталогізувати дизайн.

## Перший Тиждень моди в Парижі
У 1945 році Палата союзів високої моди встановила інший набір правил для регулювання та визначення будинків високої моди. Щоб відповідати критеріям, будинок повинен був переконатися, що вони дотримуються оновлених правил, одне з яких полягає в тому, що в кожному сезоні будинок моди повинен представляти паризькій пресі колекцію з принаймні 35 показів як денного, так і вечірнього одягу. Інші включали наявність принаймні 20 співробітників, а також те, що кожен дизайн повинен включати фурнітуру і виготовлятися на замовлення для клієнтів. Наступні двічі на рік заходи будинків високої моди відповідно до нових рекомендацій, встановлених Палатою союзів високої моди, розглядалися як перша пара тижнів моди в Парижі.

## Перші моделі
Défilés de mode або «покази моди» проводилися в Парижі ще у 18 столітті як комерійний обмін між клієнтами та дизайнерами. Одяг спочатку демонстрували на жорстких манекенах, що ускладнювало клієнтам можливість побачити, як одяг буде висіти на тілі в реальному житті. Лише в 1850-х роках батько високої моди, Чарльз Фредерік Ворт, вперше замислився над ідеєю представити свої речі на жінках у дії, і, таким чином, зародилася роль фотомоделі.

## Перший тиждень моди в рамках Французької федерації кутюр'є
Перший визнаний Тиждень моди в Парижі відбувся в жовтні 1973 року і організував високу моду, Прет-а-порте і чоловічу моду в один згрупований показ Федерації Французької моди.
Захід став збором коштів у Версальському палаці для відновлення палацу. Сума, призначена для ремонту палацу, оцінюється в 60 мільйонів доларів США, що становить 53 026 956 євро. Збір коштів було розпочато, оскільки французький уряд заявив, що не може впоратися з витратами на ремонт. Його контролювала засновниця New York Press Week, тепер відомого як New York Fashion Week, Елеонора Ламберт, відповідно до тогочасного версальського куратора Джеральда Ван дер Кемп. Реставрація та ремонт включали гардеробну Марії Антуанетти, дитячу ігрову кімнату Людовика XV і сходи, які почали будувати в 1722 році, але так і не були завершені.
На заході були присутні як американські, так і паризькі дизайнери: Енн Кляйн, Білл Бласс, Стівен Берроуз, Оскар де ла Рента, Юбер де Живанші та Ів Сен-Лоран. Кожен із французьких дизайнерів провів власний набір для показу на різні теми, до складу яких входили вироби: ракетний корабель, гарбузова карета і носогір, що тягне цигянський караван. Це був перший випадок, коли колекції високої моди, прет-а-порте та чоловічий одяг були спільно продемостровані в Парижі.
Через помилки в перерахунку вимірювань американські дизайнери спільно провели один показ на загальну тему Парижа, використовуючи як кавказьких, так і афроамериканських моделей. Використання американськими дизайнерами різноманітності моделей ознаменувало подію як перший раз, коли афроамериканські моделі вийшли на французьку злітну смугу.
Подія набула широкого розголосу завдяки залученню дизайнерів і отримала назву «Версальська битва» через місце розташування та напругу між американськими та паризькими дизайнерами під час показу.

## Суперечки

### Заборона розміру нуль
Згідно з французьким законодавством, Тиждень моди не дозволяє відвідувати моделей з нульовим індексом маси тіла. Більшість, які прагнуть потрапити в світ моди, плутають закон розміру 0 із законом, який не дозволяє моделям розміру 0 ходити на покази.

### Вікові обмеження
Паризький тиждень моди забороняє залучення моделей до 18 років. Після кроків, зроблених такими розкішними брендами, як LVMH і Kering, стверджується, що «жодна модель молодше 16 років не буде залучена для участі в модних показах або фотосесіях, які представляють дорослих».